# Imraguen

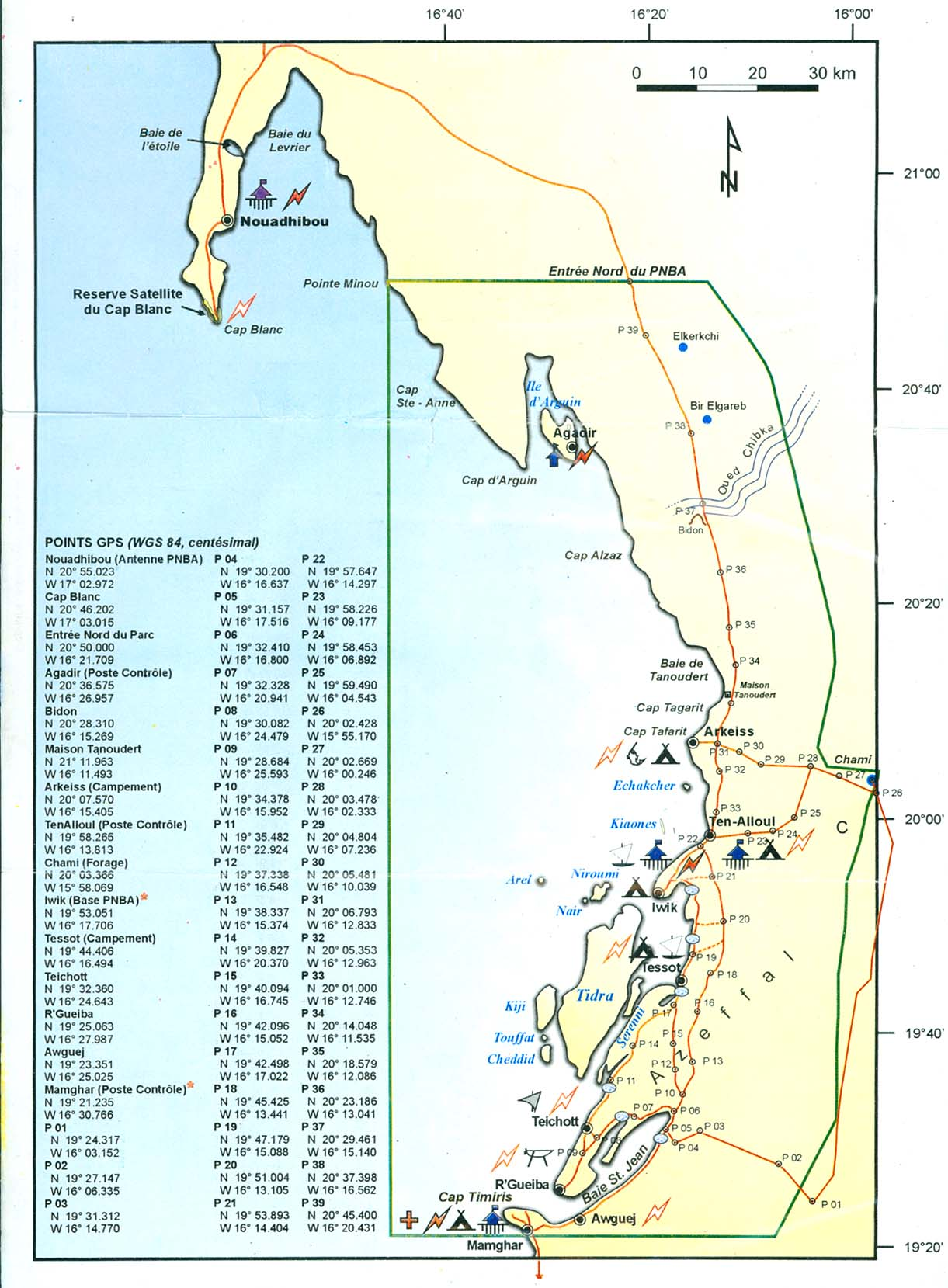
Der Banc-d'Arguin-Nationalpark

Die Imraguen, Imrāgen, sing. Amrig; sind eine soziale Gruppe in Mauretanien mit 800 bis 1500 Mitgliedern. Sie leben als Küstenfischer um den Banc-d'Arguin-Nationalpark an der Atlantikküste, verteilt auf einige Dörfer. Das Wort Imragen ist berberisch und bedeutet „Fischer“, anderen Angaben zufolge „die, die Leben sammeln“.

## Herkunft und Gesellschaft
Innerhalb der mauretanischen Klassengesellschaft bilden Imragen zusammen mit den Handwerkern (Mallemin), den Musikern (Iggawen, Griots) und den Jägern (Nemadi) die unterste soziale Schicht. Sie werden von der Mehrheitsgesellschaft verachtet.
Bereits die ersten portugiesischen Seefahrer (Valentim Fernandes) beschrieben im 15. Jahrhundert Fischer an der mauretanischen Küste. In den frühen Berichten europäischer Reisender wurden die Imraguen als eine Ethnie angesehen, deren unklare Abstammung gelegentlich von den Bafour, einem mutmaßlichen Urvolk in der westlichen Sahara vor Ankunft der Berber, hergeleitet wurde. Tatsächlich lassen sich die Imraguen nicht durch ihre Herkunft, sondern nur durch ihre Tätigkeit von den Mauren des Landes unterscheiden. Die Imraguen bildeten ein Sammelbecken für Menschen höherer sozialer Gruppen, die durch Schicksalsschläge gezwungen wurden, ihre bisherige Umgebung zu verlassen, um nun ein von den Nomaden verachtetes Leben zu führen. Im Lauf der Zeit wurde daraus eine über den Fischerberuf definierte Gemeinschaft.
Viele Imragen könnten früher Kamelnomaden gewesen sein, die durch Raub oder aus einer anderen wirtschaftlichen Notlage ihre Herden verloren haben. Manche Imragen gehörten möglicherweise ehemals zur Gruppe der Sklaven oder Diener (Abid) von Familien der maurischen Oberschicht. Selten lebt mehr als eine Großfamilie an einem Ort.

## Wirtschaftsform
Ihre Lebensgrundlage waren Meeräschen (Mugil cephalus), die mit traditionellen Methoden gefangen und zu Trockenfisch (hassania tischtar) sonnengetrocknet wurden. Der Fischfang von Meeräschen war saisonal und beschränkte sich auf die Zeit ihrer Nord-Süd-Wanderung zwischen Juli und Dezember. Die Fischer werfen im Wasser stehend die Netze ins Meer. Um einen Fischschwarm zu umkreisen, ist eine gemeinschaftliche Arbeitsweise erforderlich. In den 1950er Jahren fingen sie mit dieser Technik etwa 100 Tonnen Fisch jährlich.  Andere Tätigkeiten waren halbnomadische Viehzucht oder Arbeit in den Salzabbaugebieten östlich in der mauretanischen Sahara.
Nach der Unabhängigkeit des Landes 1960 musste sich die jahrhundertealte Lebensweise den sich rapide ändernden wirtschaftlichen und politischen Rahmenbedingungen anpassen. Mit der Überfischung der Meeresküste, die durch den Einsatz einer nationalen Fischereiflotte Ende der 1970er Jahre begann, ging ihr Fang an Meeräschen stark zurück. Meeräschen-Rogen war in Europa gefragt. Die Imragen fischten nun mit Motorbooten nach Haifischen und Meeresschildkröten. Ab 1987 verstärkte sich die Jagd nach Haien, vielen wurden für den asiatischen Markt nur die Flossen abgeschnitten. Für die Imragen bedeuteten die geänderten Fangmethoden hohe Investitionen und durch den Verkauf der Rohfische den Verlust des Gewinns, den sie bisher durch die Verarbeitung erzielen konnten. Die zuvor mit der Weiterverarbeitung beschäftigten Frauen waren nicht mehr beteiligt, selbst die Produktion für die Eigenversorgung ging fast auf null zurück.
Mit der Einrichtung des Nationalparks 1989 verloren die Imraguen plötzlich ihre Fischereirechte und damit ihre Existenzgrundlage. Nach Protesten wurde von der Parkverwaltung der Konflikt zwischen ökologischen und wirtschaftlichen Interessen dadurch entschärft, dass die Imragen exklusive Fischereirechte zum Fischfang mit Segelbooten erhielten und seither zugleich als Parkwächter und Touristenführer eingebunden werden. Um das Jahr 2000 lebten innerhalb des Parks 900 Imragen in neun Dörfern.